# Fernande Seclet-Riou
Fernande Seclet-Riou, née Fernande Riou, le 19 novembre 1898 à Paris et morte le 12 mai 1981 à Saint-Germain-en-Laye (Yvelines) est une enseignante et pédagogue française, inspectrice de l'enseignement primaire et des écoles maternelles. 
Elle participa à l'élaboration du Plan Langevin-Wallon et fut secrétaire générale du Groupe français d'éducation nouvelle (GFEN) de 1946 à 1966. Elle a été aussi militante syndicaliste de la FEN-CGT, militante pédagogique de l’École nouvelle, militante de l’UFF et du PCF et membre des comités de rédaction de La Pensée et de L'École et la Nation.

## Biographie
Le père de Fernande Riou est ébéniste et sa mère cuisinière, ils vivent à Paris. Fernande Seclet-Riou accède à l'École normale d'institutrice, dont elle sort diplômée en 1919. Elle enseigne dans le primaire pendant quatre ans, avant d'intégrer l'École normale supérieure de Fontenay-aux-Roses.
Elle enseigne ensuite brièvement dans le primaire supérieur, avant d'obtenir un poste d'inspectrice, et d'être nommée au début des années 1930 dans la Marne.
C'est d'abord dans ce département qu'elle entame, inspirée par les orientations de Pauline Kergomard, son expérimentation pédagogique. « L'école de Reims », qui est construite autour d'une continuité entre maternelle et élémentaire, s'inspire de l'école nouvelle, mais sans prôner autant de liberté que la pédagogie Freinet,. Seclet-Riou insiste surtout sur « l'éducation sensorielle » des jeunes enfants, centrée sur l'expression artistique sous toutes ses formes.
Le bilan de cette expérience est relaté dans son ouvrage A la recherche d'une pédagogie nouvelle,, publiée en 1937, qui sera suivi d'un second, presque dix ans plus tard, dans lequel elle propose de « passer du « dressage » des jeunes enfants à une véritable éducation » : La discipline et l'éducation, du dressage à l’autonomie,. Outre les orientations générales de l'éducation nouvelle, centrée sur le refus de l'autoritarisme et du dogmatisme du maître, l'idée d'une éducation globale est développée, incluant les loisirs, qu'elle envisage comme pris en charge par les « œuvres ». Dans les faits, elle encourage fortement, à Reims, le développement de toutes les activités autour de l'école pour les enfants.
Son engagement en faveur du Front populaire, du côté des communistes, et peut-être ses orientations pédagogiques, conduisent le régime de Vichy à lui retirer ses fonctions d'inspection et à la nommer à un poste d'enseignante à Versailles, puis à Paris.
Elle participe alors à la Résistance, et siège brièvement, sur désignation du comité local de libération, au conseil municipal de Croissy-sur-Seine.
En octobre 1944, elle est nommée directrice des maisons d'enfants de l'Entraide française, confédération de divers organismes d'aide sociale aux orphelins. L'année suivante, elle prendra un poste à l'École normale de Paris.
Elle est alors nommée par Paul Langevin pour participer aux travaux de la commission qu'il préside, et qui est chargée de proposer une réforme complète du système éducatif français comprenant entre autres, pour Fernande Seclet-Riou la suppression des examens auxquels, elle veut substituer la notion d'orientation. Elle y rédige notamment l'introduction du rapport final, censé être repris comme exposé des motifs de la Loi de réforme de l'éducation, qui ne voit cependant pas le jour.
Paul Langevin, qui préside le Groupe français d'éducation nouvelle, l'invite à s'y investir plus. Seclet-Riou est ainsi rapporteur général du congrès de la ligue internationale de l'éducation nouvelle de 1945 à (Bryanston), où s'affrontent partisans d'une éducation fondée sur des principes religieux et partisans de la laïcité de l'enseignement (que défendait Seclet-Riou).
À partir de 1946, elle assure le secrétariat général du GFEN.
Après la mort de Langevin, elle fait partie du petit groupe qui continue l'animation de la commission, sous la présidence d'Henri Wallon, avec Roger Gal et Alfred Weiler.
Elle s'engage ensuite pleinement au sein du GFEN, publiant de très nombreux articles, prônant notamment une meilleure formation sociologique des maitres
ainsi qu'une prise en compte des acquis scientifiques de la psycho-pédagogie dans l'enseignement. Son engagement au sein du PCF la conduit à s'intéresser de près au système éducatif soviétique, et à promouvoir les idées de Makarenko, et plus globalement le « modèle » soviétique, au sein de l'association France-URSS,.
Elle contribue aussi aux revues intellectuelles proches du parti, comme La Pensée, dont elle fait partie du comité de rédaction, ou L'École et la Nation, fondée en 1951. Elle publie aussi des articles dans La nouvelle critique. Elle participe d'ailleurs à la controverse que cette revue, au début des années 1950, entretient vis-à-vis de Célestin Freinet et de ses positions. La publication dans L'Humanité, à la mort de Freinet en 1966, d'un article de Seclet-Riou assez critique à son égard la met en difficulté au sein du GFEN, et elle doit en quitter le secrétariat général, pour un poste de « présidente d'honneur » totalement symbolique.
Dès les années 1960, « quand les questions de l'enseignement furent placées au premier plan dans le PCF, son rôle consultatif ou actif s’affaiblit ».

## Publications

### Ouvrages
- À la recherche d'une pédagogie nouvelle, contribution de l’enseignement primaire public, 8 conférences, Nathan, 1937.
- L'observation des choses, Paris, Bourrelier, 1938.
- La liaison des méthodes à l'école maternelle et à l'école primaire, Paris, Bourrelier, 1938-1939.
- La discipline et l’éducation, du dressage à l’autonomie, Bourrelier, 1946.
- La commission Langevin, bref historique des travaux, 1947.
- Le chemin de la vie : épopée pédagogique, par Anton Makarenko, préface par Henri Wallon, introduction par Fernande Seclet-Riou, Paris, Editions du Pavillon, 1950.
- Éducation nouvelle et laïcité, Les Cahiers laïques, 1952.
- Les méthodes d’enseignement en URSS, Association France-URSS, 1954.

### Articles
Fernande Seclet-Riou est l'autrice d'une cinquantaine d'articles et de conférences, dont notamment:
- Paul Langevin éducateur, La Pensée, 1947.
- Psychologie et pédagogie, Enfance, 1948.
- La discipline scolaire, Bulletin de psychologie, 1948.
- La préparation psychologique des éducateurs, Enfance, année 1948.
- Rapport de l'état social aux conceptions de la psychologie et de l’éducation, Bulletin de psychologie, 1948.
- Le deuxième congrès international de psychologie, avec Vincent Bloch et Henry Granjon, Enfance, 1948.
- La réforme scolaire en Tchécoslovaquie, Enfance, 1949.
- L'instituteur de maisons d'enfants, Enfance, 1949.
- La psychopédagogie et les réformes de l’enseignement, Enfance, numéro 1, 1951.
- Henri Wallon, une pédagogie de progrès, La Pensée, 1964.
- La Commune de Paris et la démocratisation de l'école, aperçu historique de Serge Froumov, Cahiers du communisme, 1965[12].
- Célestin Freinet et l’École Moderne. Fut-il un pédagogue de progrès?, L’Humanité, 1966.
- Les travaux de la commission Langevin-Wallon, La Pensée, 1969.
- Les conceptions pédagogiques d’Henri Wallon, La Pensée, numéro 169, 1973.